# Okrąglica (Trzy Korony)
Die Okrąglica ist ein Berg in den polnischen Mittleren Pieninen, einem Gebirgszug der Pieninen, mit 982 Metern Höhe im Drei-Kronen-Massiv. Er ist der höchste der fünf Gipfel der Drei Kronen. Der Gipfel liegt ungefähr 500 Meter über dem Tal des Dunajec.

## Etymologie
Der polnische Name Okrąglica kommt von der Form des Gipfels und lässt sich als Runde übersetzen.

## Tourismus
Die Aussicht von den Trzy Korony gilt neben der Aussicht von der Sokolica als eine der schönsten in den Pieninen. Sie werden daher besonders gerne von Touristen bestiegen. Der Gipfel ist von allen umliegenden Ortschaften leicht auf markierten Wanderwegen erreichbar. Auf dem Hauptgipfel führt eine künstlich angelegte Treppe zur Aussichtsplattform.

### Routen zum Gipfel
Markierte Routen zum Gipfel führen von Szczawnica, Krościenko nad Dunajcem, Sromowce Niżne, Sromowce Wyżne und Czorsztyn:
- ▬ der blau markierte Kammweg von Czorsztyn über die Czorsztyner Pieninen und den Bergpass Przełęcz Szopka auf den Gipfel der Trzy Korony und weiter in die Pieninki und hinab zum Fluss Dunajec zur Überfahrt Nowy Przewóz nach Szczawnica.
- ▬ ein gelb markierter Wanderweg von Krościenko nad Dunajcem auf den Gipfel Bajków Groń und den Bergpass Przełęcz Szopka und dort über den blau markierten Kammweg auf den Gipfel der Trzy Korony.
- ▬ ein gelb markierter Wanderweg von der Schutzhütte Drei-Kronen-Hütte in Sromowce Niżne am Dunajec über die Schlucht Wąwóz Szopczański auf den Bergpass Przełęcz Szopka und dort über den blau markierten Kammweg auf den Gipfel der Trzy Korony.
- ▬ ein grün markierter Wanderweg von Krościenko nad Dunajcem über die Kapelle Kapliczka św. Kingi auf den Bergpass Przełęcz Sosnów und dort über den blau markierten Kammweg auf den Gipfel der Trzy Korony.
- ▬ ein rot markierter Wanderweg von Sromowce Wyżne auf den Bergpass Przełęcz Trzy Kopce und dort über den blau markierten Kammweg auf den Gipfel der Trzy Korony.
- ▬ ein grün markierter Wanderweg von der Drei-Kronen-Hütte auf den Wyżni Łazek und die Alm Polana Kosarzyska und dort über den blau markierten Kammweg auf den Gipfel der Trzy Korony.

## Panorama

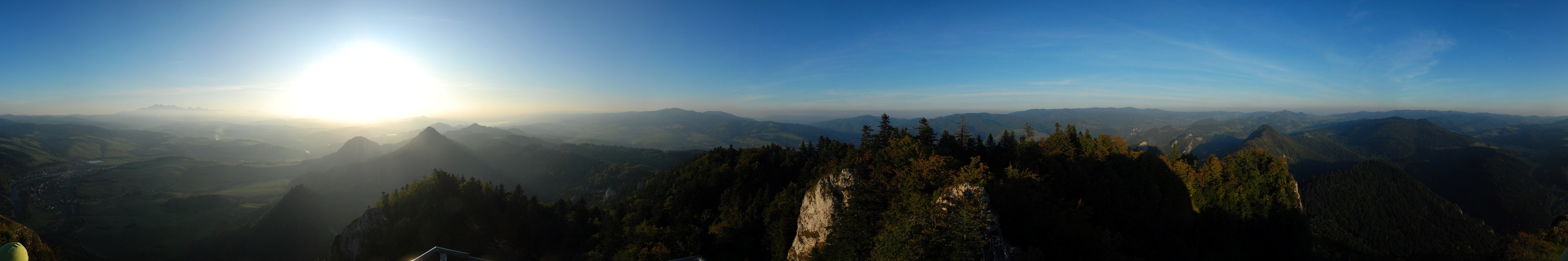
Panorama vom Gipfel Richtung Westen